# Armadillidium mareoticum
Armadillidium mareoticum är en kräftdjursart som beskrevs av Gustav Budde-Lund 1885. Armadillidium mareoticum ingår i släktet Armadillidium och familjen klotgråsuggor. Inga underarter finns listade i Catalogue of Life.